# Pucherite
La pucherite è un minerale.